# Yuki Kawauchi
Yuki Kawauchi (Tokio; 5 de marzo de 1987) es un deportista japonés especialista en carreras de fondo, ganador de la maratón de Boston en 2018. También ganó la maratón de los Juegos Asiáticos de 2014 celebrados en Incheon, Corea del Sur.
En el Campeonato Mundial de Atletismo de 2011 celebrado en Daegu, Kawauchi ganó la medalla de plata en la maratón por equipos, junto a sus compañeros Hiroyuki Horibata y Kentaro Nakamoto, siendo superados por el equipo de Kenia, y por delante de la tercera posición alcanzada por el equipo marroquí.